# Jeux Opla
Jeux Opla est un éditeur français de jeux de société créé en 2011 à Lyon par Florent Toscano. L'entreprise conçoit, édite et distribue des jeux de société exclusivement fabriqués en France.

## Histoire
Florent Toscano, fondateur de Jeux Opla, est initialement chercheur en cancérologie, travaillant au sein d'un laboratoire mixte Inserm-CNRS. En parallèle de ses études, il découvre le jeu de société lors de soirées étudiantes et s'implique activement dans le milieu ludique. En 2003, il crée l'association Chamboule-tout à Ussel, sa ville natale en Corrèze, et participe au lancement d’un festival du même nom, ainsi qu’à la création d’un bar à jeux et d’un webzine. Cette immersion progressive dans le monde du jeu l’amène à développer un réseau dans les festivals spécialisés.
En 2011, il cofonde Jeux Opla avec Johanna Poncet, dans la région lyonnaise. Leur premier jeu, Pom Pom, est conçu en partenariat avec l’AMAP Croc’Éthic et s’inscrit dans une démarche de sensibilisation à l’alimentation responsable. Dès sa création, la maison d’édition adopte un modèle axé sur l’éco-conception, avec une fabrication exclusivement française et locale. L’ensemble des jeux sont produits dans un rayon de 150 kilomètres autour de Lyon, en utilisant du papier recyclé ou recyclable, des encres végétales et des procédés exempts de solvants.
Jeux Opla se distingue également par une politique de distribution singulière : la maison d'édition refuse d’être vendue sur la plateforme Amazon et limite l’exportation de ses jeux à un périmètre de 1 000 kilomètres.

## Jeux développés par Jeux Opla

### Gamme Nature
- Pom Pom, 2011, Johanna Poncet, Florent Toscano, illustré par Sphyrna (1re édition), puis par David Boniffacy (réédition 2016)
- Migrato, 2013, Johanna Poncet, Florent Toscano, illustré par David Boniffacy
- Il était une forêt, 2013, Florent Toscano, illustré par David Boniffacy
- Pollen, 2015, Alexandre Droit, illustré par David Boniffacy
- La Glace et le Ciel, 2015, Florent Toscano, illustré par David Boniffacy
- L'Empereur, 2016, Florent Toscano, Frédéric Vuagnat, illustré par David Boniffacy
- Naeco, 2024, Florent Toscano, illustré par David Boniffacy

### Gamme Oldschool
- Hop la bille, 2013, Florent Toscano, illustré par Tony Rochon
- Hop la puce, 2014, Florent Toscano, illustré par Tony Rochon
- Hop le j’ton, 2016, Florent Toscano, illustré par Tony Rochon

### Gamme BD
- Lincoln se met au vert, 2014, Florent Toscano, illustré par Jérôme Jouvray et Anne-claire Jouvray
- Le Bois des Couadsous, 2015, Blaise Muller, illustré par Jonathan Munoz
- Apocalypse au zoo de Carson City, 2017, Alexandre Droit, Florent Toscano, illustré par Guillaume Griffon
- Le Bois des Coua2sous, 2019, Blaise Muller, illustré par Jonathan Munoz
- Apocalypse au Zoo de Carson City : les extensions de Linda, 2019, Alexandre Droit, David Boniffacy, Florent Toscano et David Paput, illustré par Guillaume Griffon
- La Marche du Crabe, 2020, Julien Prothière, illustré par Arthur de Pins
- RIP Nature Morte, 2023, Alexandre Droit, illustré par Julien Monier

### Gamme Expériences
- Kosmopoli:t, 2020, Julien Prothière, Florent Toscano, illustré par Stéphane Escapa
- In Extremis, 2024, Juan Rodriguez, Julien Prothière, illustré par Stéphane Escapa

### Gamme Cartzzle
- Brocéliande illimitable, 2021, David Boniffacy, Juan Rodriguez, Florent Toscano, illustré par Pauline Detraz
- Curieuse Basilique, 2021, David Boniffacy, Juan Rodriguez, Florent Toscano, illustré par Mattias Adolfsson
- Exploration extrême, 2021, David Boniffacy, Juan Rodriguez, Florent Toscano, illustré par Jérôme et Anne-Claire Jouvray
- Labyrinthe Champs dessus-dessous, 2022, David Boniffacy, Juan Rodriguez, Florent Toscano, illustré par Stéphane Escapa

### Autres jeux
- Poc !, 2018, Nicolas Bourgoin,Alexandre Droit, Florent Toscano, illustré par Tony Rochon

## Sources
- site internet Tric Trac : https://www.trictrac.net/repertoire/industry/jeux-opla
- https://www.leprogres.fr/culture-loisirs/2023/11/27/detenteur-d-un-doctorat-en-biologie-florent-toscano-a-troque-sa-blouse-contre-les-jeux-de-societe
- https://www.leprogres.fr/actualite/2017/10/03/avec-sa-maison-d-edition-jeux-opla-florent-toscano-mise-sur-le-jeu-ecolo